# NGC 3608
NGC 3608 est une galaxie elliptique située dans la constellation du Lion. NGC 3608 a été découverte par l'astronome germano-britannique William Herschel en 1784.

## Caractéristiques
NGC 3608 présente une large raie HI et c'est une galaxie LINER, c'est-à-dire une galaxie dont le noyau présente un spectre d'émission caractérisé par de larges raies d'atomes faiblement ionisés.

### Distance
Sa vitesse par rapport au fond diffus cosmologique est de 1 589 ± 24 km/s, ce qui correspond à une distance de Hubble de 23,4 ± 1,7 Mpc (∼76,3 millions d'al).
À ce jour, une vingtaine de mesures non basées sur le décalage vers le rouge (redshift) donnent une distance de 25,115 ± 5,956 Mpc (∼81,9 millions d'al), ce qui est à l'intérieur des valeurs de la distance de Hubble.

### Morphologie
NGC 3608 a été utilisée par Gérard de Vaucouleurs comme une galaxie de type morphologique E2 dans son atlas des galaxies,.

## Trou noir supermassif
Selon une étude réalisée auprès de 76 galaxies par Alister Graham, le bulbe central de NGC 3608 renferme un trou noir supermassif dont la masse est estimée à 1,9+1,0
−0,6 x 108 {\displaystyle M_{\odot }}.

## La matière noire dans NGC 3608
L'étude SLUGGS (en) basée sur la cinématique des amas globulaires autour de 25 galaxies a permis de déterminer la distribution et la densité de la matière noire dans celles-ci à l'intérieur d'une zone allant jusqu'à 5 fois le rayon des galaxies. NGC 3608 faisait partie des 25 galaxies étudiées.
NGC 3607 et NGC 3608 étaient les galaxies qui présentaient les plus faibles densités de matière noire, avec des valeurs de {\displaystyle \log(\rho _{DM})=} 6,2 {\displaystyle M_{\odot }}/kpc3 pour la première et de {\displaystyle \log(\rho _{DM})=} 7,2 {\displaystyle M_{\odot }}/kpc3 pour la deuxième.
Selon cette étude, la fraction de son contenu en matière noire de (82+18
−18 %) de sa masse à l'intérieur de cinq rayons effectifs.

## Groupe de NGC 3686 et de NGC 3607
Dans un article paru en 1998, Abraham Mahtessian mentionne que NGC 3599 appartient à un groupe comprenant huit galaxies. Toutes les galaxies inscrites par Mahtessian à ce groupe, sauf NGC 3599 et NGC 3605, font partie du groupe de NGC 3686 cité dans les articles de Chandreyee Sengupta (année 2006) et de A.M. Garcia (année 1993),.
D'autre part, la galaxie la plus brillante du groupe cité par Mahtessian est NGC 3607. On peut donc donner le nom de groupe de NGC 3607 à celui-ci. Les huit galaxies de ce groupe sont selon Mahtessian NGC 3599, NGC 3605, CGCG 1114,2+1804 (UGC 6296), NGC 3607, NGC 3608, CGCG 1115,6+1907 (UGC 6320), NGC 3626 et NGC 3659.